# Liste der Kulturdenkmale in Bahnstadt

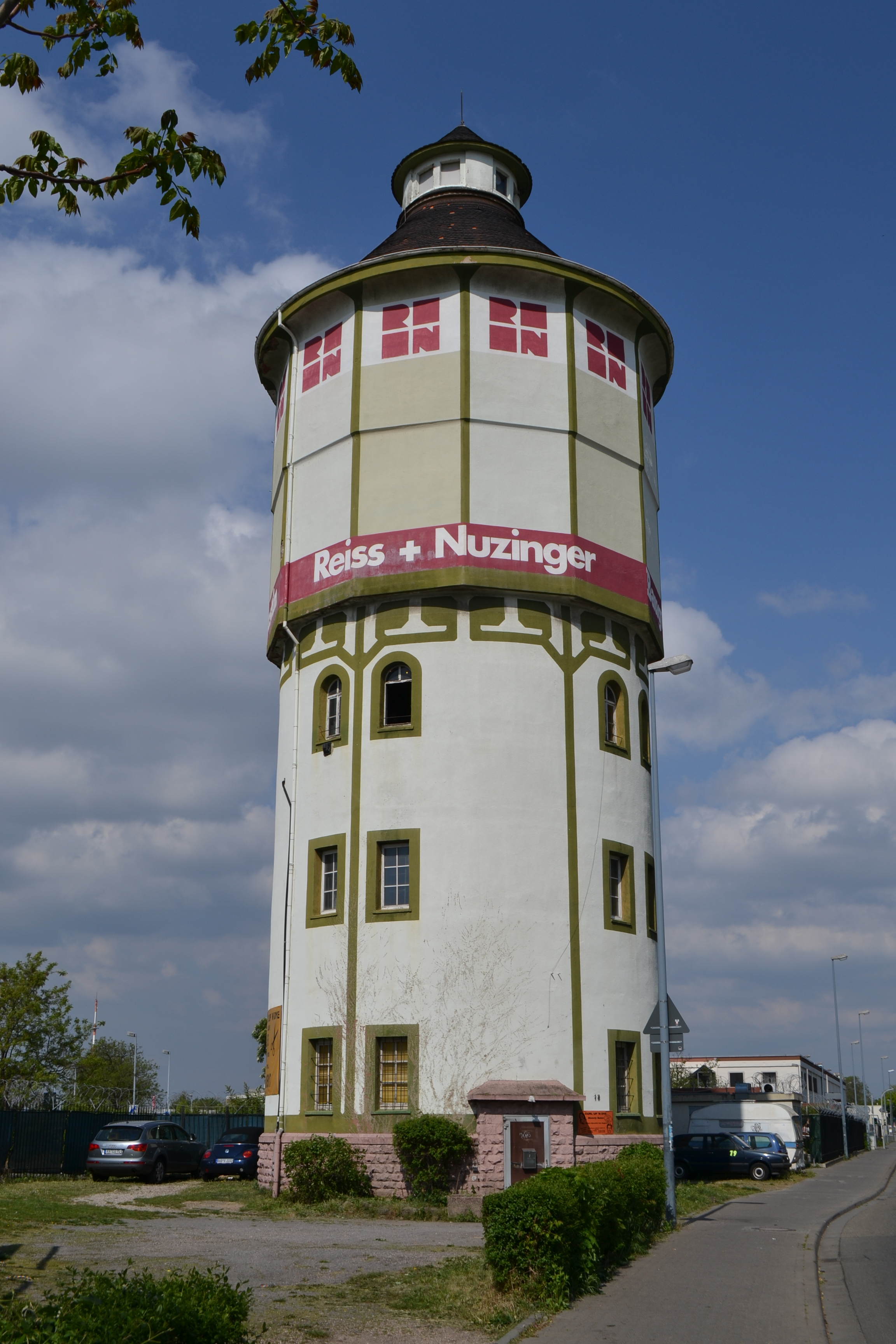
Wasserturm am Czernyring – Überrest des Bahngeländes

In der Liste der Kulturdenkmale in Bahnstadt sind alle unbeweglichen Bau- und Kunstdenkmale des Heidelberger Stadtteils Bahnstadt aufgelistet, die in der Denkmaltopographie Stadtkreis Heidelberg. (= Teilband 1 und 2 der Denkmaltopographie Bundesrepublik Deutschland, Kulturdenkmale in Baden-Württemberg Band II.5.1, herausgegeben von Melanie Mertens. Jan Thorbecke Verlag 2013) verzeichnet sind. In der Stadt Heidelberg befinden sich rund 2900 denkmalgeschützte Gebäude.
Sie ist auf dem Stand von 2012/13 und verzeichnet sind die nachfolgenden unbeweglichen Bau- und Kunstdenkmäler.
Diese Liste ist nicht rechtsverbindlich. Eine rechtsverbindliche Auskunft ist lediglich auf Anfrage bei der Unteren Denkmalschutzbehörde der Stadt Heidelberg erhältlich.

## Allgemein
- Bild: Zeigt ein ausgewähltes Bild aus Commons, „Weitere Bilder“ verweist auf die Bilder im Medienarchiv Wikimedia Commons.
- Bezeichnung: Nennt den Namen, die Bezeichnung oder die Art des Kulturdenkmals.
- Lage: Straßenname und Hausnummer oder Flurstücknummer des Kulturdenkmals, gegebenenfalls auch den Ortsteil. Die Grundsortierung der Liste erfolgt nach dieser Adresse. Der Link (Karte) führt zu verschiedenen Kartendiensten mit der Position des Kulturdenkmals. Fehlt dieser Link, wurden die Koordinaten noch nicht eingetragen. Sind diese bekannt, können sie über ein Tool mit einer Kartenansicht einfach nachgetragen werden. In dieser Kartenansicht sind Kulturdenkmale ohne Koordinaten mit einem roten bzw. orangen Marker dargestellt und können durch Verschieben auf die richtige Position in der Karte mit Koordinaten versehen werden. Kulturdenkmale ohne Bild sind an einem blauen bzw. roten Marker erkennbar.
- Datierung: Baubeginn, Fertigstellung, Datum der Erstnennung oder grobe zeitliche Einordnung entsprechend des Eintrags in der zuständigen Denkmaldatenbank (Landesamt für Denkmalpflege Baden-Württemberg).
- Beschreibung: Kurzcharakteristik des Kulturdenkmals.

## Bahnstadt– neuer 15. Stadtteil von Heidelberg
Die Bahnstadt ist derzeit (2013) Deutschlands größtes innerstädtisches Siedlungsprojekt. Durch die Stilllegung des Rangier- und Güterbahnhofs 1997 wurde ein 116 Hektar großes Areal zwischen Hauptbahnhof, Speyerer Straße und Eppelheimer Straße als Konversionsfläche frei. Diese Fläche war bis dahin den Stadtteilen Weststadt und Wieblingen zugeordnet. Die Stadt beschloss die Ansiedlung eines neuen Stadtteils mit dem Namen „Bahnstadt“, der Wohnraum für 5000 Menschen und Gewerbeflächen mit rund 7000 Arbeitsplätzen bieten sollte. Alles sollte im Passivhaus-Standard erfolgen. Daher gibt es nur wenige Kulturdenkmale – eben die Reste, die vom Rangierbahnhof und den Bahnanlagen übrig geblieben sind.

## Kulturdenkmale in Bahnstadt
| Bild           | Bezeichnung                                                                 | Lage                                                                       | Datierung | Beschreibung | ID |
| -------------- | --------------------------------------------------------------------------- | -------------------------------------------------------------------------- | --------- | --- | -- |
| Weitere Bilder | Wasserturm                                                                  | Czernyring 18/1 (Karte)                                                    | 1907      | Als die Großherzoglich Badische Staatseisenbahn in Heidelberg einen Güter- und Rangierbahnhof baute, wurde für die Wasserversorgung 1907 von Wayss & Freytag der Wasserturm am Czernyring errichtet. Er wurde als erster der Badischen Bahn in Eisenbeton-Skelettbauweise nach Hennebique gebaut. Der Boden des Wasserbehälters wurde nach dem Intze-Prinzip mit nach unten abgeschrägtem Rand und mittig nach oben gewölbtem Boden ausgelegt, was eine besonders schlanke Stützkonstruktion des Turmbaus ermöglichte. Die Bemalung ist im Stil der Wiener Sezession. Der betrieblich stillgelegte Turm kann aktuell (Stand November 2013) für Veranstaltungen gemietet werden. Geschützt nach § 2 DSchG |    |
|                | Stellwerk 5 und Fahrdienstleiterstellwerk des stillgelegten Rangierbahnhofs | ehemals Rudolf-Diesel-Straße, jetzt Bahnstadtpromenade (Karte)             | 1914      | Langgestrecktes zweistöckiges Gebäude mit hohen ziegelgedeckten Walmdächern und Fledermausgauben. Wichtiges technisches Kulturdenkmal der regionalen Verkehrsgeschichte. Es wird als Cafe und Rösterei genutzt. Siehe auch: Heidelberg Hauptbahnhof Geschützt nach § 2 DSchG |    |
|                | Stellwerk 8 und Wärterstellwerk des stillgelegten Rangierbahnhofs           | ehemals Rudolf-Diesel-Straße, jetzt Bahnstadtpromenade (Karte)             | 1914      | Langgestrecktes zweistöckiges Gebäude mit hohen ziegelgedeckten Walmdächern und Fledermausgauben. Wichtiges technisches Kulturdenkmal der regionalen Verkehrsgeschichte. Es wird als Bistro genutzt. Siehe auch: Heidelberg Hauptbahnhof Geschützt nach § 2 DSchG |    |
|                | Stellwerk 3 Spurplan-Drucktastenstellwerk des stillgelegten Rangierbahnhofs | Wieblinger Weg 81/1 (hinter dem ehemaligen Areal von Samen Wagner) (Karte) | 1955      | Vierstöckiger turmartiger Backsteinbau mit Flachdach und ausspringendem, polygonalem Treppenturm auf der Südostseite. Das Objekt dokumentiert die Stellwerkstechnik in den 1950er Jahren. Geschützt nach § 2 DSchG | BW |
| Weitere Bilder | Bahnbetriebswerk                                                            | Wieblinger Weg 81/1 (Karte)                                                | 1927      | Das zweigeschossige Verwaltungsgebäude mit expressionistischer Klinkerverkleidung ist um zwei Innenhöfe gruppiert und weist im Westen einen Querriegelbau auf, dessen Mittelteil um ein Geschoss erhöht und mit Staffelgiebel versehen ist. Es wurde zwischenzeitlich als Obdachlosenheim genutzt. Bis 2026 entstehen dort u. a. Büros und Werkstätten, Läden und Ateliers. Geschützt nach § 2 DSchG |    |
| Weitere Bilder | Wasserturm                                                                  | Eppelheimer Straße 46 (Karte)                                              | 1927      | Der Wasserturm mit hohem Druckbehälter und zweigeschossigen Seitenbauten befindet sich ungefähr 400 Meter östlich vom Betriebswerk. Er ist ebenfalls klinkerverkleidet und hat ein flaches Zeltdach, ein zweckmääßig und nüchtern gestaltetes Bauwerk Geschützt nach § 2 DSchG |    |